# Xilinhot
Xilinhot (Tiếng Mông Cổ: , Шилийн хот, Shiliin hot; giản thể: 锡林浩特; phồn thể: 錫林浩特; bính âm: Xīlínhàotè, Hán Việt: Tích Lâm Hạo Đặc) là một thành phố cấp huyện của địa cấp thị Xilin Gol, khu tự trị Nội Mông Cổ, Trung Quốc. Đây là thủ phủ của minh và cách Bắc Kinh và Hohhot lần lượt là 610 và 620 kilômét (380 và 390 mi). Thành phố là một trung tâm năng lượng lớn, với một mỏ than đồ sộ cùng các vùng nông nghiệp xung quanh. Văn hoá Mông Cổ có ảnh hưởng đáng kể tại thành phố này.

### Nhai đạo
- Hy Nhật Tháp Lạp (希日塔拉街道)
- Bảo Lực Căn (宝力根街道)
- Hàng Cái (杭盖街道)
- Sở Cố Lan (楚古兰街道)
- Ngạch Nhĩ Đôn (额尔敦街道)
- Nam Giao (南郊街道)

### Trấn
- A Nhĩ Thiện Bảo Lạp Cách (阿尔善宝拉格镇)

### Tô mộc
- Bảo Lực Căn (宝力根苏木)
- Triêu Khắc Ô Lạp (朝克乌拉苏木)